# Rose Hanbury
Sarah Rose Cholmondeley, Marquesa de Cholmondeley (nascida Hanbury; 15 de março de 1984) é uma nobre britânica, ex-modelo e ex-assessora política.

## Biografia
Sarah Rose Hanbury é filha de Timothy Hanbury, designer de sites, e Emma Hanbury (nascida Longman), designer de moda. Sua irmã mais nova, Marina, é a terceira esposa de Edward Lambton, 7º Conde de Durham.
A família Hanbury morava em Holfield Grange, Coggeshall, Essex. Sua avó materna era Lady Elizabeth Lambart (1924–2016), filha do Marechal de Campo Rudolph Lambart, 10º Conde de Cavan; Lady Elizabeth foi uma das damas de honra no casamento da princesa Elizabeth e do tenente Philip Mountbatten em 1947; sua avó paterna, Sara, era filha do piloto Sir Henry Birkin, 3º Baronete.
Hanbury foi educado na Stowe School e formou-se na Open University.

## Carreira
Hanbury trabalhou como modelo, assinando contrato com a agência Storm aos 23 anos, e foi brevemente pesquisador do político conservador Michael Gove.

## Vida pessoal
Em 24 de junho de 2009, Hanbury casou-se com David Cholmondeley, 7º Marquês de Cholmondeley, na Prefeitura de Chelsea, tendo o noivado sido anunciado dois dias antes.
Eles têm três filhos:
- Alexander Hugh George Cholmondeley, Conde de Rocksavage (nascido em 12 de outubro de 2009)[13]
- Lord Oliver Timothy George Cholmondeley (nascido em 12 de outubro de 2009)[13]
- Lady Iris Marina Aline Cholmondeley (nascida em março de 2016)[13]

A família mora em Houghton Hall, Norfolk. A Marquesa é patrona da instituição de caridade East Anglia's Children's Hospices (EACH), juntamente com a Princesa de Gales. Seu filho, Lord Oliver, foi pajen de honra na coroação do rei Carlos III e da rainha Camilla em 6 de maio de 2023, que também contou com a presença da marquesa e de seu marido.